# Віслиця (гміна)
Гміна Віслиця (пол. Gmina Wiślica) — місько-сільська гміна у східній Польщі. Належить до Буського повіту Свентокшиського воєводства.
Станом на 31 грудня 2011 у гміні проживало 5764 особи.

## Територія
Згідно з даними за 2007 рік площа гміни становила 100.58 км², у тому числі:
- орні землі: 85.00%
- ліси: 3.00%

Таким чином, площа гміни становить 10.40% площі повіту.

## Населення
Станом на 31 грудня 2011:
| Опис     | Загалом | Загалом | Чоловіки | Чоловіки | Жінки | Жінки |
| -------- | ------- | ------- | -------- | -------- | ----- | ----- |
| одиниця  | осіб    | %       | осіб     | %        | осіб  | %     |
| все      | 5764    | 100     | 2836     | 49.20    | 2928  | 50.80 |
| міське   | 0       | 100     | 0        |          | 0     |       |
| сільське | 5764    | 100     | 2836     | 49.20    | 2928  | 50.80 |

## Сусідні гміни
Гміна Віслиця межує з такими гмінами: Бусько-Здруй, Злота, Новий Корчин, Опатовець, Піньчув, Чарноцин.